# 請客必食18道菜
《請客必食18道菜》（英語：18 Delicacies For Guest）是香港電視廣播有限公司拍攝製作的飲食節目，共10集，由黎耀祥、李家鼎、黃亞保、周世韜主持，帶觀眾認識不同經典香港美食，本節目由香港時間2023年10月16日起，逢星期一至三22:30－23:05在翡翠台播放。

## 外部連結
- 請客必食18道菜- 主頁 - tvb.com